# Banca della Repubblica del Burundi
La banca della Repubblica del Burundi è la banca centrale dello stato africano del Burundi.
La moneta ufficiale è la franco del Burundi.